# Colibrí presumit coronat
El colibrí presumit coronat (Lophornis stictolophus) és una espècie d'ocell de la família dels troquílids (Trochilidae) que habita boscos, matolls, vegetació secundària i bosc obert, a les terres baixes i turons fins als 1300 m als Andes de Colòmbia, Veneçuela occidental, est de l'Equador i nord-est del Perú.

## Taxonomia i sistemàtica
Es creu que el Colibrí presumit coronat està més estretament relacionat amb el Colibrí presumit de Guerrero (L. brachylophus) i el Colibrí presumit de Delattre (L. delattrei). És monotípic.

## Distribució i hàbitat
Segons la Unió Internacional d'Ornitòlegs i la taxonomia de Clements el Colibrí presumit coronat es troba des de l'oest de Veneçuela, l'est de Colòmbia i l'Equador i el nord del Perú. El Comitè de Classificació Sud-americà de la Societat Americana d'Ornitologia (SACC) també el situa al Brasil. Habita a les vores i clarianes de boscos humits, cerrados i matollars secs. Es troba fins a una altitud de 1.300 msnm.